# Gazeta Lwowska
Gazeta Lwowska (укр. Львівська газета) — одне з найстаріших польськомовних видань.

## Історія
Видавалася з 1811 по 1944 роки та з 1988 (регулярно — з 24 лютого 1990 до 2012 року) у Львові.
Від початку виходу 1811 до 1918 — офіційний друкований орган австрійської влади. Серед перших редакторів було багато русинів. З 1812 року почала виходити також німецькою мовою. Друкувала додатки «Rozmaitości» («Розмаїтості»). Спочатку друкували офіційні оголошення, а від 1873 почали з'являтися статті на політичні теми, джерелом інформації служила офіційна віденська преса.
Головним редактором від 1873 року був Владислав Лозинський. З 1874-го як додаток до газети виходив «Przewodnik naukowy i literacki», де публікували статті на історичні, етнографічні, літературні теми. Упродовж 1890—1914 і 1918 щоденно як додаток виходила «Народна часопись» — галицько-українська народна газета.
Під час нацистської окупації виходила польською («Gazeta Lwowska»), німецькою («Lemberger Zeitung») та українською («Львівські вісті») мовами, займаючи колабораціоністську позицію.
До 1944 року виходила щоденно, після 1990 — кожні два тижні. У 2012 році випуск газети був припинений через відсутність фінансування польських організацій з боку уряду Дональда Туска.